# Erwin Vandendaele
Erwin Vandendaele est un footballeur et entraîneur belge, né le 5 mars 1945 à Gavere (Belgique).

## Biographie
Vandendaele rejoint le FC Bruges en 1964. Il joue alors comme attaquant mais plus tard il jouera milieu de terrain et finira même sa carrière comme libéro. 
Il joue au club dix saisons (313 matchs et 14 buts) et remporte un titre de champion de Belgique (1973) et deux coupes de Belgique (1968 et 1970). Il remporte aussi à titre personnel le Soulier d'or belge en 1971. 
Après il évolue notamment au RSC Anderlecht et au Stade de Reims,. 
Il dispute également 32 matchs avec l'équipe nationale belge.
Plus tard, il entraînera le KAA La Gantoise et le RWD Molenbeek.
Après sa carrière de footballeur Vandendaele a établi un club de tennis à Asper. Depuis 2005 il travaille comme recruteur de talent pour la Gantoise. Il visionne entre autres Moses Simon comme premier pour les Gantois.

## Palmarès
- Champion de Belgique en 1973 avec le FC Bruges
- Vainqueur de la Coupe de Belgique en 1968 et 1970 avec le FC Bruges
- Vainqueur de la Coupe d'Europe des vainqueurs de coupe en 1976 avec le RSC Anderlecht
- Finaliste de la Coupe d'Europe des vainqueurs de coupe en 1977 avec le RSC Anderlecht
- Vainqueur de la Coupe de Belgique en 1975 et 1976 avec le RSC Anderlecht
- Finaliste de la Coupe de Belgique en 1977 avec le RSC Anderlecht
- Vainqueur de la coupe de la Ligue pro en 1974 avec le RSC Anderlecht
- Finaliste de la coupe de la Ligue Pro en 1975 avec le RSC Anderlecht
- Champion de Belgique de D2 en 1980 avec La Gantoise
- Soulier d'or belge en 1971